# Висим (микрорайон)
Виси́м — микрорайон Мотовилихинского района Перми.
Границы: железная дорога, река Большая Мотовилиха, река Огаршиха, восточная и южная граница кварталов 1263, восточная, южная и западная граница мичуринских участков, улица Сельскохозяйственная, река Толожанка, река Ива.
Основная улица — Восстания — до 1920 года — Томиловская, до 1953 года — Лбовская.

## История
Появление посёлка Висим связано со строительством Мотовилихинского медеплавильного завода в 1736 году. Позднее, в 1780 году, на этот завод были переведены рабочие с закрытого Висимского завода (сегодня Добрянский район). Их поселение и дало название посёлку, позднее ставшему микрорайоном.